# Joe Collaço
Joe Luís Martins Collaço (Tubarão, Santa Catarina, 21 de outubro de 1889 — Rio de Janeiro, 12 de setembro de 1951) foi um advogado e político brasileiro.

## Biografia
Filho de João Luís Collaço e de Elisa Georgina Nunes Barreto Collaço. Casou com Carmem Maria Ferreira da Luz, filha de Hercílio Luz. Deste consórcio nasceu um filho, Hercílio da Luz Collaço.
Iniciou os estudos básicos em Tubarão, no Colégio das Irmãs da Divina Providência (Colégio São José) e posteriomente no Ginásio Tubaronense. Concluiu o ciclo básico no Colégio Catarinense, em Florianópolis. 
Foi bacharel em direito pela Faculdade de Direito do Rio de Janeiro, em 1922.
Em 1915, foi um dos fundadores do Jornal O Estado, de Florianópolis, e teve seu próprio jornal, Tribuna Popular.
Entre 1914 e 1918, ocupou cargo no governo de Felipe Schmidt. E também durante governo de Hercílio Luz.
Foi deputado à Assembleia Legislativa de Santa Catarina na 9ª legislatura (1916 — 1918), na 10ª legislatura (1919 — 1921) e na 11ª legislatura (1922 — 1924).
Sepultado no Cemitério do Hospital de Caridade de Florianópolis.